# Поромний рейс
Рейс пором (англ. Ferry flying) — це польоти повітряних суден з метою повернення повітряного судна на базу, доставки його клієнту, переміщення його з однієї бази операцій на іншу або переміщення його до або з об’єкта технічного обслуговування, що включає технічне обслуговування, ремонт та експлуатацію.
Комерційний авіалайнер може знадобитися перемістити з одного аеропорту в інший, щоб задовольнити розклад на наступний день або полегшити планове технічне обслуговування. Такий рейс широко відомий як політ з позиціонуванням або політ із зміною позиціонування, він може перевозити прибуткові вантажі або пасажирів, якщо це дозволяють місцеві авіаційні правила та політика авіакомпанії. Такі польоти можуть бути необхідними після великої погодної явища або інших подібних збоїв, які спричиняють численні скасування в мережі авіакомпанії, що призводить до того, що багато літаків і екіпаж не можуть нормально працювати; яскравими прикладами цього є виверження вулкана Ейяф'ятлайокутль у 2010 році або масова евакуація повітряного простору США після терактів 11 вересня.